# Enzo Perin
Enzo Perin (* 10. August 1933 in Brenner) ist ein ehemaliger italienischer Skispringer und Nordischer Kombinierer.
Seine ersten nationalen Erfolge erreichte er mit dem Gewinn der Silbermedaillen im Skispringen sowie in der Nordischen Kombination bei den italienischen Meisterschaften. Ein Jahr später wiederholte er diesen Erfolg. Bei den Olympischen Winterspielen 1956 in Cortina d’Ampezzo erreichte er im Einzel der Nordischen Kombination den 20. Platz. Im Skispringen von der Normalschanze erreichte er am Ende punktgleich mit Robert Rey den 48. Platz. 1957 gewann er in der Kombination wie auch im Skispringen den italienischen Meistertitel. 1958, 1959 und 1960 gewann er erneut den Titel in der Kombination. Bei den Olympischen Winterspielen 1960 in Squaw Valley erreichte er den 14. Platz in der Kombination und im Springen von der Normalschanze den 37. Platz. Kurz darauf gewann er seinen vierten italienischen Meistertitel in der Kombination. Diesen Erfolg wiederholte er noch einmal 1962, 1963 und 1964. Bei den Olympischen Winterspielen 1964 in Innsbruck trat er noch einmal in der Nordischen Kombination an und erreichte den 18. Platz im Einzelwettbewerb. 1965 gewann er noch einmal Silber bei den italienischen Meisterschaften.